# Frédéric Martel
Frédéric Martel (ur. 28 października 1967) – francuski prawnik, politolog, filozof, socjolog, nauczyciel akademicki, dziennikarz i pisarz, doktor nauk społecznych, urzędnik państwowy, dyplomata, autor książek tłumaczonych na wiele języków świata. W 2019 roku wydał książkę reportażową pt. Sodoma. Enquête au coeur du Vatican (wydanie polskie z kwietnia 2019: Sodoma. Hipokryzja i władza w Watykanie).

## Życiorys
Na Uniwersytecie Paryskim ukończył studia w zakresie prawa, politologii, filozofii i socjologii oraz uzyskał stopień doktora nauk społecznych. W latach 1990–1992 był pracownikiem Ambasady Republiki Francji w Rumunii, w 1992 doradcą ds. polityki kulturalnej w Ministerstwie Kultury, w latach 1993–1994 doradcą premiera Francji Michaela Rocarda, w latach 2001–2005 attaché kulturalnym w Ambasadzie Republiki Francji w Stanach Zjednoczonych. Od 2004 do 2006 był wykładowcą na Uniwersytecie Harvarda i na Uniwersytecie Nowojorskim. 
Wykłada na amerykańskich uniwersytetach Harvarda, Stanforda, Yale, w Princeton, w Berkeley oraz w Instytucie Technicznym Massachusetts. Jest także nauczycielem akademickim w Institut d’études politiques de Paris, w École des hautes études commerciales de Paris oraz w Zürcher Hochschule der Künste. Był doradcą Komisji Europejskiej.

## Wybrane publikacje
- Philosophie du droit et philosophie politique d'Adolphe Thiers, LGDJ, 1995;
- The Pink and the Black, Homosexuals in France since 1968, Le Seuil, 1996;
- La longue marche des gays, Gallimard, 2002;
- Theater. Sur le déclin du théâtre en Amérique et comment il peut résister en France, La Découverte, 2006 (wyd. polskie: Theater. O zmierzchu teatru w Ameryce, tłum. Piotr Szymanowski; Instytut Teatralny im. Zbigniewa Raszewskiego, Warszawa 2012, ISBN 978-83-63276-03-4);
- De la culture en Amérique, Gallimard, 2006 (wyd. polskie: Polityka kulturalna Stanów Zjednoczonych, 2008);
- Mainstream. Enqute sur cette culture qui plaît tout le monde (wyd. polskie: Mainstream. Co podoba się wszędzie na świecie, 2011);
- Sodoma. Enquête au coeur du Vatican, Robert Laffort, 2019 (wyd. polskie: Sodoma. Hipokryzja i władza w Watykanie, 2019)[1][3]

## Życie prywatne
Mieszka w Paryżu. Jest działaczem gejowskim.